# Monacos Grand Prix 1995
Monacos Grand Prix 1995 var det femte av 17 lopp ingående i formel 1-VM 1995.

## Resultat
1. Michael Schumacher, Benetton-Renault, 10 poäng
2. Damon Hill, Williams-Renault, 6
3. Gerhard Berger, Ferrari, 4
4. Johnny Herbert, Benetton-Renault, 3
5. Mark Blundell, McLaren-Mercedes, 2
6. Heinz-Harald Frentzen, Sauber-Ford, 1
7. Pierluigi Martini, Minardi-Ford
8. Jean-Christophe Boullion, Sauber-Ford
9. Gianni Morbidelli, Footwork-Hart
10. Pedro Diniz, Forti-Ford

### Förare som bröt loppet
- Luca Badoer, Minardi-Ford (varv 68, upphängning)
- Olivier Panis, Ligier-Mugen Honda (65, snurrade av)
- Mika Salo, Tyrrell-Yamaha (63, växellåda)
- Rubens Barrichello, Jordan-Peugeot (60, gasspjäll)
- Bertrand Gachot, Pacific-Ilmor (42, växellåda)
- Jean Alesi, Ferrari (41, snurrade av)
- Martin Brundle, Ligier-Mugen Honda (40, snurrade av)
- Taki Inoue, Footwork-Hart (27, växellåda)
- Ukyo Katayama, Tyrrell-Yamaha (26, snurrade av)
- Eddie Irvine, Jordan-Peugeot (22, snurrade av)
- David Coulthard, Williams-Renault (16, växellåda)
- Roberto Moreno, Forti-Ford (9, bromsar)
- Mika Häkkinen, McLaren-Mercedes (8, motor)
- Jos Verstappen, Simtek-Ford (0, växellåda)

### Förare som diskvalificerades
- Andrea Montermini, Pacific-Ilmor (varv 23)

### Förare som ej startade
- Domenico Schiattarella, Simtek-Ford